# برايان هاليغان
برايان هاليغان (بالإنجليزية: Brian Halligan) هو كاتب أمريكي، ولد في 1 سبتمبر 1967.

## وصلات خارجية
- الموقع الرسمي